# 丸山吉五郎
丸山 吉五郎（まるやま きちごろう、1925年3月25日 - 2020年8月9日）は、日本の体育学者。法政大学名誉教授、元関東学生陸上競技連盟会長。

## 略歴
1925年3月25日、埼玉県大里郡に生まれる。1943年に法政大学予科第二部に入学。大学では陸上競技部に属した。1944年10月、学徒出陣で前橋陸軍予備士官学校に配属され、終戦は宇都宮で迎えた。
復員後は法政大学に復学。1947年、復活した日本学生陸上競技対校選手権大会に出場し、110mハードルと走り幅跳で優勝した。
1948年に法政大学経済学部を卒業。体育教員として母校に務めた。1964年東京オリンピックでは強化コーチを務める。陸上競技に関する指導書・解説書を多く著し、NHKの陸上競技中継のテレビ解説も知られた。
1985年から1993年まで法政大学陸上部監督を務めた。1994年から2000年まで関東学生陸上競技連盟会長を務めた。
2020年8月9日に死去、95歳。

## 著書
- 『陸上競技入門』講談社、1970
- 『陸上競技教室』大修館書店、1971
- 『走幅跳』ベースボールマガジン社、1976
- 『陸上競技』ベースボールマガジン社、1978
- 『陸上競技を見るための本』同文書院、1982

## 栄典
- 2002年11月 勲三等瑞宝章受章[5][6]